# 黑眼睛
黑眼睛是一部於1997年上映的中国大陸电影，該電影由陈国星执导，陶虹、蒋铠、何冰主演，講述的是一位名叫力华的盲女通過训练在国际伤残人运动会上奪取金牌的故事。 該電影還邀請历届国际伤残人运动会上为中国夺得金牌的残疾运动员参加演出，其中就包括汪涓。

## 奖项和提名
- 1997年第10届大马士革国际电影节（英语：Damascus International Film Festival）
  - 荣获最佳女主角（陶虹）
- 1998年第四届中国电影华表奖
  - 获奖— 優秀故事片獎[1]
  - 获奖——優秀女演员（陶虹）
- 1998 第十八届金鸡奖
  - 荣获最佳女主角（陶虹）
- 2000年第二届多维尔亚洲电影节
  - 荣获最佳女主角（陶虹）